# Alexander Ippolitowitsch Schtscherbatski
Alexander Ippolitowitsch Schtscherbatski (russisch Александр Ипполитович Щербатский; * 18. Februarjul. / 2. März 1874greg. in Wilna; † 6. Mai 1952 in Neuilly-sur-Seine) war ein russischer Diplomat.

## Leben
Nach dem Studium trat Schtscherbatski in den auswärtigen Dienst. Von 1906 bis 1913 war er Gesandtschaftssekretär zweiter Klasse in Konstantinopel. 1914 wurde er zum Kammerherrn Nikolaus’ II. ernannt. Von 1914 bis 1915 war er Gesandtschaftsrat unter Georgi Bachmetew in Washington, D.C. Von 1916 bis zum 26. Oktober 1917 war Schtscherbatski bei der Regierung von Venceslau Brás in Rio de Janeiro als Botschafter akkreditiert. Gleichzeitig war er bei den Regierungen in Buenos Aires, Asunción, Santiago de Chile und Montevideo akkreditiert.
Nach der Oktoberrevolution war Schtscherbatski bei der Deutschen Liga für Völkerbund in Berlin beschäftigt. Anschließend zog er mit seiner Familie nach Paris, wo er bis 1927 bei der Yokohama Specie Bank tätig war. Er starb im amerikanischen Krankenhaus Paris und wurde auf dem russischen Friedhof von Sainte-Geneviève-des-Bois beigesetzt.
Schtscherbatski war mit Marija Tolmatschowa (1886–1950) verheiratet; ihr Sohn war Serge Alexander Scherbatskoy.
| Vorgänger                    | Amt                                                                         | Nachfolger                      |
| ---------------------------- | --------------------------------------------------------------------------- | ------------------------------- |
| Pjotr Wassiljewitsch Maximow | russischer Gesandter in Rio de Janeiro, Brasilien 1916 bis 26. Oktober 1917 | Michail Grigorjewitsch Sergejew |
| Pjotr Wassiljewitsch Maximow | russischer Gesandter in Buenos Aires 1916 bis 26. Oktober 1917              | Michail Grigorjewitsch Sergejew |
| Pjotr Wassiljewitsch Maximow | russischer Gesandter in Asunción 1916 bis 26. Oktober 1917                  | Michail Grigorjewitsch Sergejew |
| Pjotr Wassiljewitsch Maximow | russischer Gesandter in Santiago de Chile 1916 bis 26. Oktober 1917         | Michail Grigorjewitsch Sergejew |
| Pjotr Wassiljewitsch Maximow | russischer Gesandter in Montevideo 1916 bis 26. Oktober 1917                | Alexander Jeremejewitsch Minkin |